# 2961 Katsurahama
2961 Katsurahama је астероид главног астероидног појаса са средњом удаљеношћу од Сунца која износи 2,268 астрономских јединица (АЈ).
Апсолутна магнитуда астероида је 13,0.